# Estación de Gouy-lez-Piéton
La estación de Gouy-lez-Piéton es una estación de tren belga situada en Courcelles, en la provincia de Hainaut, región Valona.
Pertenece a la línea  de S-Trein Charleroi.

## Situación ferroviaria
La estación se encuentra en la línea 117 (Braine-le-Comte-Luttre).

## Intermodalidad
Actualmente, no hay conexiones con otros medios de transporte.